# 山田滿夫
山田滿夫（1994年5月26日—），日本足球運動員，司職中場，現效力伊拉瓦拉超級足球聯賽球隊臥龍崗聯。

## 俱樂部生涯
出道于札幌市FORZA SC，此后转到带广北高等学校，此后在2013年加盟松本山雅，在2014年租借至仙台大学。上赛季，山田满夫联赛出战10回，天皇杯出战1回，为青蓝攻入1球。
上赛季由松本山雅FC租借而来的山田满夫转会加盟澳洲独立联赛卧龙岗联。

## 外部連結
- 山田滿夫的Facebook專頁
- 山田滿夫的X（前Twitter）